# Subsecretario de Defensa para Inteligencia y Seguridad de los Estados Unidos
El subsecretario de Defensa para Inteligencia y Seguridad (en inglés: Under Secretary of Defense for Intelligence and Security) o USD(I&S) es un puesto civil de alto rango en la Oficina del Secretario de Defensa (OSD) dentro del Departamento de Defensa de EE. UU. que actúa como el principal consejero civil del secretario de Defensa en los asuntos que relacionan a inteligencia militar. El subsecretario es designado como civil por el presidente y confirmado por el Senado para servir a voluntad del presidente.
En 2019, el Congreso cambió el nombre del cargo de subsecretario de Defensa para Inteligencia (USD(I)) a subsecretario de Defensa para Inteligencia y Seguridad como parte de la Ley de Autorización de Defensa Nacional del Año Fiscal 2020.

## Historia
La posición de subsecretario de defensa para Inteligencia fue creado por el Acta de Autorización de Defensa Nacional para el Año Fiscal 2003 en el período posterior al ataque terrorista del 11 de septiembre para coordinar mejor las actividades de inteligencia. Fue asignado como segundo en la línea de sucesión para el secretario de Defensa, después de una orden ejecutiva hecha por el presidente George W. Bush el 22 de diciembre de 2005. Cuando fue creado, la legislación lo describió tomando precedencia en el Departamento detrás del subsecretario de Defensa para Personal y Preparación (USD (P&R)).
El 23 de noviembre de 2005, el secretario de Defensa Donald Rumsfeld emitió una directiva del Departamento de Defensa que establecía que el subsecretario actuaría como el principal representante del secretario ante la ODNI. También establecía que el subsecretario proporcionaría políticas y supervisaría la capacitación y el desarrollo profesional del personal en los componentes de contraterrorismo, inteligencia y seguridad del Departamento de Defensa. El subsecretario tiene el deber de encontrar candidatos para ser nominados para servir como directores de la DIA, la NGA, la NRO, la NSA y la DCSA, y supervisar directamente su desempeño.
El puesto adicional del USD(I&S) actuando en calidad de Director de Inteligencia de Defensa como principal asesor de inteligencia militar y seguridad del DNI se produce tras un memorando de acuerdo de mayo de 2007 entre el Secretario de Defensa Robert Gates y el DNI John Michael McConnell para crear el puesto. En 2006, el nuevo Gates evitó la idea de "organizaciones de inteligencia fuera de línea o grupos analíticos".

## Presupuesto
| Elemento de línea                                    | FY10 real | FY11 estimación | FY12 petición |
| ---------------------------------------------------- | --------- | --------------- | ------------- |
| Núcleo OSD Programa Operativo                        |           |                 |               |
| Paga de civil y Beneficios, USD (I)                  | 32,516    | 38,406          | 32,891        |
| Estructura de programa                               |           |                 |               |
| Misión de inteligencia                               | 55,461    | 85,796          | 74,315        |
| Tecnología de Inteligencia internacional             | 11,519    | 80,643          | 80,548        |
| Personal de Inteligencia de Civil de defensa Sistema | 4,198     | 2,392           | 2,047         |
| Iniciativa Conjunta de Engaños Militares             | 2,840     | 3,064           | 4,458         |
| Viaje                                                | 1,458     | 1,750           | 1,571         |
| En el extranjero Operaciones de Contingencia         |           |                 |               |
| OCO OUSD (Intel)                                     | 57,849    | 0               | 0             |
| Totales                                              |           |                 |               |
| Presupuesto total                                    | 165,841   | 212,051         | 194,416       |

## Lista de subsecretarios
| Retrato         | Nombre                    | Período                                        | Secretario(s) de Defensa                            | Presidente(s)               |
| --------------- | ------------------------- | ---------------------------------------------- | --------------------------------------------------- | --------------------------- |
| Stephen Cambone | Stephen Cambone           | 11 de marzo de 2003-31 de diciembre de 2006    | Donald Rumsfeld Robert Gates                        | George W. Bush              |
| James Badajo    | James R. Clapper          | 15 de abril de 2007-9 de agosto de 2010        | Robert Gates                                        | George W. Bush Barack Obama |
| Michael Vickers | Michael G. Vickers        | 16 de marzo de 2011-30 de abril de 2015        | Robert Gates Leon Panetta Chuck Hagel Ashton Carter | Barack Obama                |
|                 | Marcel Lettre             | 1 de mayo de 2015-20 de enero de 2017          | Ashton Carter                                       | Barack Obama                |
|                 | Todd Lowery (interino)    | 20 de enero de 2017-5 de junio de 2017         | James Mattis                                        | Donald Trump                |
|                 | Kari Bingen (interina)    | 5 de junio de 2017-1 de diciembre de 2017      | James Mattis                                        | Donald Trump                |
|                 | Joseph D. Kernan          | 1 de diciembre de 2017-10 de noviembre de 2020 | James Mattis Mark Esper                             | Donald Trump                |
|                 | Ezra Cohen-Watnick        | 10 de noviembre de 2020-20 de enero de 2021    | Christopher C. Miller (interino)                    | Donald Trump                |
|                 | David M. Taylor           | 20 de enero de 2021-1 de junio de 2021         | Lloyd Austin                                        | Joe Biden                   |
|                 | Ronald Moultrie           | 1 de junio de 2021-29 de febrero de 2024       | Lloyd Austin                                        | Joe Biden                   |
|                 | Milancy Harris (interina) | 1 de marzo de 2024-presente                    | Lloyd Austin                                        | Joe Biden                   |